# 武汉体育馆
武汉体育馆，是位于中华人民共和国湖北省武汉市硚口区解放大道612号崇仁路路口的一座体育馆。场馆于1956年建成，现为武汉市文物保护单位。

## 场馆概述
目前场馆内设有比赛厅、体操房、举重房、弹子房、舞蹈房、多种球类练习训练房和运动员休息室，场馆外设有足球场、篮球场、网球场，另在院落中修建有室内游泳馆及体操馆。比赛厅可容纳3800名观众。

## 历史
1956年，武汉体育馆建成并投入使用，总投资160万元。该场馆是湖北省在1949年后首批兴建的大型综合体育场馆。此后还在体育馆内开办青少年业余体育学校。1958年4月，毛泽东在馆内接见全国科技会议的与会人员。文化大革命期间业余体校停办，体育馆正常体育活动停止，文革结束后恢复。
1985年10月，胡耀邦陪同齐奥塞斯库在馆内接见湖北省及武汉市的党政领导干部。

## 建筑保护情况
2018年1月27日，武汉体育馆被武汉市人民政府列为第十一批武汉市优秀历史建筑。
2023年12月6日，武汉体育馆被武汉市人民政府列为第六批武汉市文物保护单位。